# Marta Meyer de Landó
Marta Meyer de Landó (Concepción; 25 de abril de 1940-Asunción; 10 de noviembre de 2005) fue una arquitecta y escritora paraguaya, recibió el reconocimiento de "Hija dilecta de la ciudad de Asunción" por su contribución a la cultura de Paraguay. Tiene cuatro libros publicados y fue presidenta de la Asociación de Amigos del Ballet, grupo de apoyo al Ballet Municipal de Asunción.

## Biografía
Nació en Concepción el 25 de abril de 1940. Hija de Maribel Canillas y Pedro Meyer.
Cursó sus estudios primarios en la Escuela República de Perú, del barrio Sajonia y los secundarios en el Liceo de San Carlos, egresando en ambos casos con Medalla de Oro. Durante la Secundaria fue galardonada en concursos intercolegiales de literatura, matemáticas y latín.
Fue arquitecta por la Universidad Nacional de Asunción (UNA), profesión a la que se dedicó hasta la fecha de su fallecimiento, la cual alternaba con una intensa labor de gestión cultural.
El 15 de septiembre de 1960 se casó con el ingeniero y arquitecto Enrique Raúl Landó con quien tuvo cuatro hijos; Bibi, Enrique, Jorge y Claudia, y trece nietos. Dos de sus hijos luego fueron personalidades conocidas en el mundo de la televisión y el espectáculo (Bibi y Enrique), al igual que uno de sus nietos (Paul) que es un periodista y youtuber conocido.
Perteneció a la Asociación Paraguaya de Arquitectos (APAR), al Foro de Arquitectos, a la Sociedad de Escritores del Paraguay (SEP), a Escritoras Paraguayas Asociadas (EPA) y a la Fundación Cabildo. Fue miembro de la Comisión de Cultura del Club Centenario.
Fue socia fundadora del Club del Libro N° 8, de la Fundación Arlequín Teatro, de la Fundación Ballet Teatro de Asunción, de la Fundación Teatro Municipal de la ciudad de Asunción y de la Asociación de Amigos del Ballet (Presidenta).

## Libros
- «Vivencias y Otras Cosas» (cuentos y vivencias-septiembre 1994).
- «Sin Maquillaje» (cuentos y relatos-abril 1998).
- «Tiempo de contar» (Narrativa escrita por mujeres socias de EPA: Proyecto apoyado por el Fondec).
- «Apostando a la Vida» (Post mortem auctoris-2006).[2]

## Reconocimientos
- "Los Personajes del Año", por su aporte permanente al arte de la danza clásica a través de un grupo de apoyo al ballet, Asociación de Amigos del Ballet (diciembre de 2000).

- "Honor al Mérito Ciudadano", por apoyar la actividad cultural (noviembre de 2001).

Su nombre figura en los siguientes libros:
- «Breve Diccionario de la Literatura Paraguaya» de Teresa Méndez - Faith (julio de 1997).

- «Mujeres Paraguayas Contemporáneas» de Sara Díaz de Espada de Ramírez Boettner (julio de 2001).

- «Historia de la Literatura Paraguaya» de Hugo Rodríguez Alcalá y Dirma Pardo (2000).

## Hija dilecta de la ciudad de Asunción
El 10 de octubre de 2005 recibió la conmemoración de "Hija dilecta de la ciudad de Asunción" por su contribución a la cultura. En el evento, realizado en el teatro del Centro-Paraguayo Japonés, el Ballet Clásico y Moderno Municipal de la Ciudad de Asunción presentó la coreografía "Bésame" de la argentina Ana Stekelman en base al mundialmente afamado bolero «Bésame mucho», de Consuelo Velazco, como una pequeña muestra de gratitud y reconocimiento a Meyer de Landó por su gran y desinteresado apoyo brindado a la compañía.

## Fallecimiento
El 10 de noviembre de 2005 falleció tras una larga lucha contra el cáncer de mamas. Su cuerpo fue velado en el Memorial sobre la Avda. Mcal. López de Asunción en donde cientos de personas se acercaron a despedirla.